# Franz Joseph Stradal
Franz Joseph Ignaz Stradal (* 25. Oktober 1812 in Leitmeritz; † Juli 1879 im Chiemsee) war ein deutschböhmischer Jurist, Kommunal- und Landpolitiker sowie Mäzen.

## Leben und Wirken
Stradal stammte aus einer in Leitmeritz seit dem Mittelalter ansässigen deutschböhmischen Patrizierfamilie und war der Sohn des promovierten Juristen Franz Stradal und älterer Bruder von Johann Heinrich Stradal und Rudolph Stradal. Nach dem Schulbesuch studierte er Rechtswissenschaften und promovierte zum Doktor der Rechte an der Juristischen Fakultät der Karlsuniversität in Prag.
Als Advokat stieg er in die im Familienbesitz befindliche Kanzlei in Teplitz ein und engagierte sich in der Stadt- und Landespolitik. Er wurde in den Stadtrat und in den böhmischen Landtag gewählt. Als Mäzen förderte er die Gründung des Stadttheaters Teplitz, dessen Komitee er später angehörte.
1855 gab er die Anregung zur Gründung der k.k. priv. Aussig-Teplitzer Eisenbahn (ATE).
Er starb mit zwei weiteren Besatzungsmitgliedern bei einer Segeltour bei Sturm auf dem Chiemsee. Dort besaß er auf der Fraueninsel eine Villa.

## Familie
Verheiratet war er mit Maria Anna Johanna Stradal geb. Daublebsky von Sterneck. Zu seinen Kindern zählte der spätere Eisenbahnpräsident Franz Carl Stradal und der Klaviervirtuose August Stradal.